# توبی لاک‌پشته بازمی‌گردد

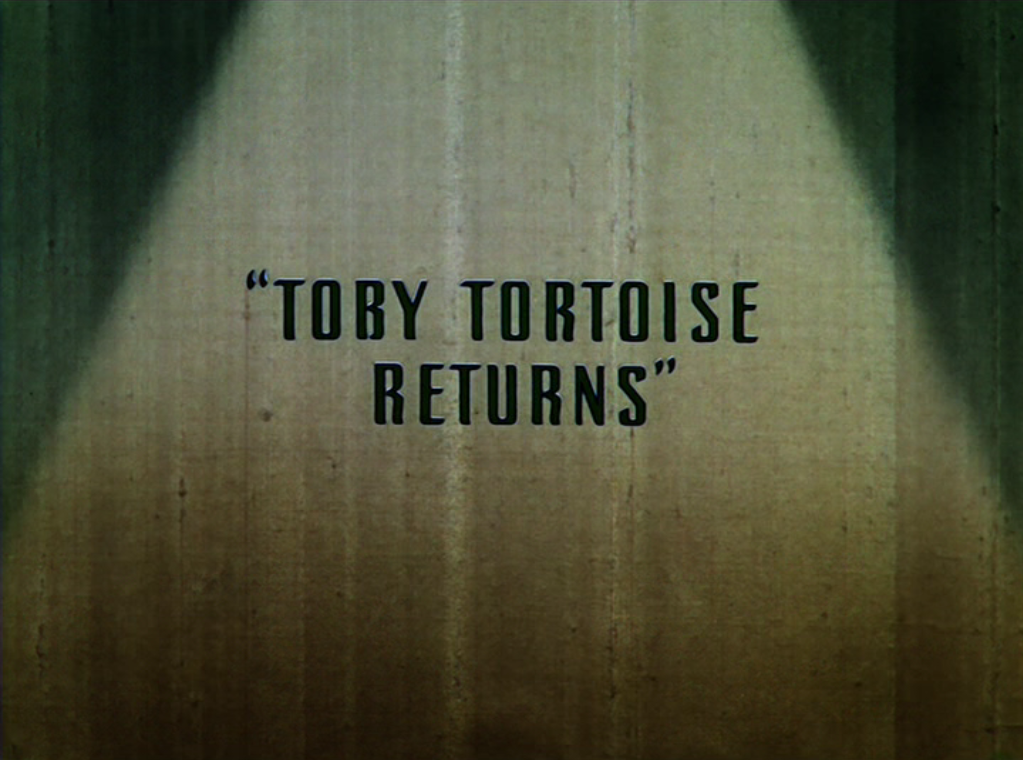
توبی لاکپشته بازمی‌گردد، ۱۹۳۶

توبی لاکپشته بازمی‌گردد (به انگلیسی:Toby Tortoise Returns) یک انیمیشن محصول والت دیزنی از مجموعه سمفونی احمقانه است که توسط ویلفرد جکسون کارگردانی شده‌است. این انیمیشن، ادامه‌ای از لاک‌پشت و خرگوش است که نخستین بار در ۲۲ اوت ۱۹۳۶ منتشر شد.